# Провулок Богдана-Ігоря Антонича
Прову́лок Богда́на-І́горя Анто́нича — провулок у Дарницькому районі міста Києва, селище Бортничі. Пролягає від Вуликової вулиці до вулиці Опанаса Сластіона.

## Історія
Виник у середині XX століття під назвою провулок Енгельса. Сучасна назва на честь поета Богдана-Ігоря Антонича — з 2022 року.